# Vasil Mančenko
Vasil Pavlov Mančenko (in bulgaro Васил Павлов Манченко?; Grenoble, 5 aprile 1931 – Sofia, 17 maggio 2010) è stato un cestista, allenatore di pallacanestro, giornalista e cronista televisivo bulgaro.

## Carriera
Con la Bulgaria ha disputato due edizioni dei Giochi olimpici (Helsinki 1952, Melbourne 1956) e due dei Campionati europei (1953, 1955).